# Teatre-Auditori Sant Cugat
El Teatre-Auditori de Sant Cugat és un equipament cultural situat a Sant Cugat del Vallès inaugurat el 1993. Compta amb una programació estable que inclou teatre, dansa, música, òpera, circ i espectacles familiars.

## Història
El projecte del Teatre-Auditori va sorgir a finals dels anys vuitanta amb l'objectiu de dotar Sant Cugat d'un espai escènic de referència. La seva construcció va ser impulsada per l'Ajuntament de Sant Cugat i va comptar amb el suport de la Generalitat de Catalunya. L’edifici, dissenyat pels arquitectes Ramon Artigues i Ramon Sanabria, es va inaugurar el 1993 i des d’aleshores s'ha consolidat com un dels equipaments culturals més importants del país.

## Característiques de l’edifici
El Teatre-Auditori té una superfície de 5.615 m² i una capacitat per a 788 espectadors. Disposa d'una sala principal amb escenari de 250 m², una fossa d'orquestra modulable i tecnologia avançada en il·luminació i so. A més, l’edifici disposa d'espais polivalents per a assajos, exposicions i activitats complementàries.

## Reconeixement
Amb més de 30 anys d’història, el Teatre-Auditori ha esdevingut un referent cultural a Catalunya, amb més de 150 espectacles per temporada i una assistència mitjana de 80.000 espectadors anuals. Ha estat guardonat amb diversos premis pel seu compromís amb la cultura i la innovació escènica.